# Boden Hanson
Boden Hanson, född den 7 augusti 1973 i Port Kembla i Australien, är en australisk roddare.
Han tog OS-brons i åtta med styrman i samband med de olympiska roddtävlingarna 2004 i Aten.